# Zakład Karny w Wojkowicach
Zakład Karny w Wojkowicach – jednostka typu otwartego, półotwartego, zamkniętego oraz oddział aresztu śledczego dla mężczyzn w Wojkowicach. Od roku 2009 największa jednostka penitencjarna w województwie śląskim.
- półotwarty dla młodocianych
- otwarty dla odbywających karę po raz pierwszy
- otwarty dla młodocianych
- zamknięty
- areszt śledczy

## Struktura organizacyjna
- Dział finansowy
- Dział ewidencji
- Dział penitencjarny
- Dział ochrony
- Dział kwatermistrzowski
- Dział zatrudnienia
- Dział terapeutyczny
- Służba zdrowia
- Szkoła dla dorosłych
- samodzielne stanowiska: ds. kadr, skarg i próśb, organizacyjno-prawnych.

## Historia

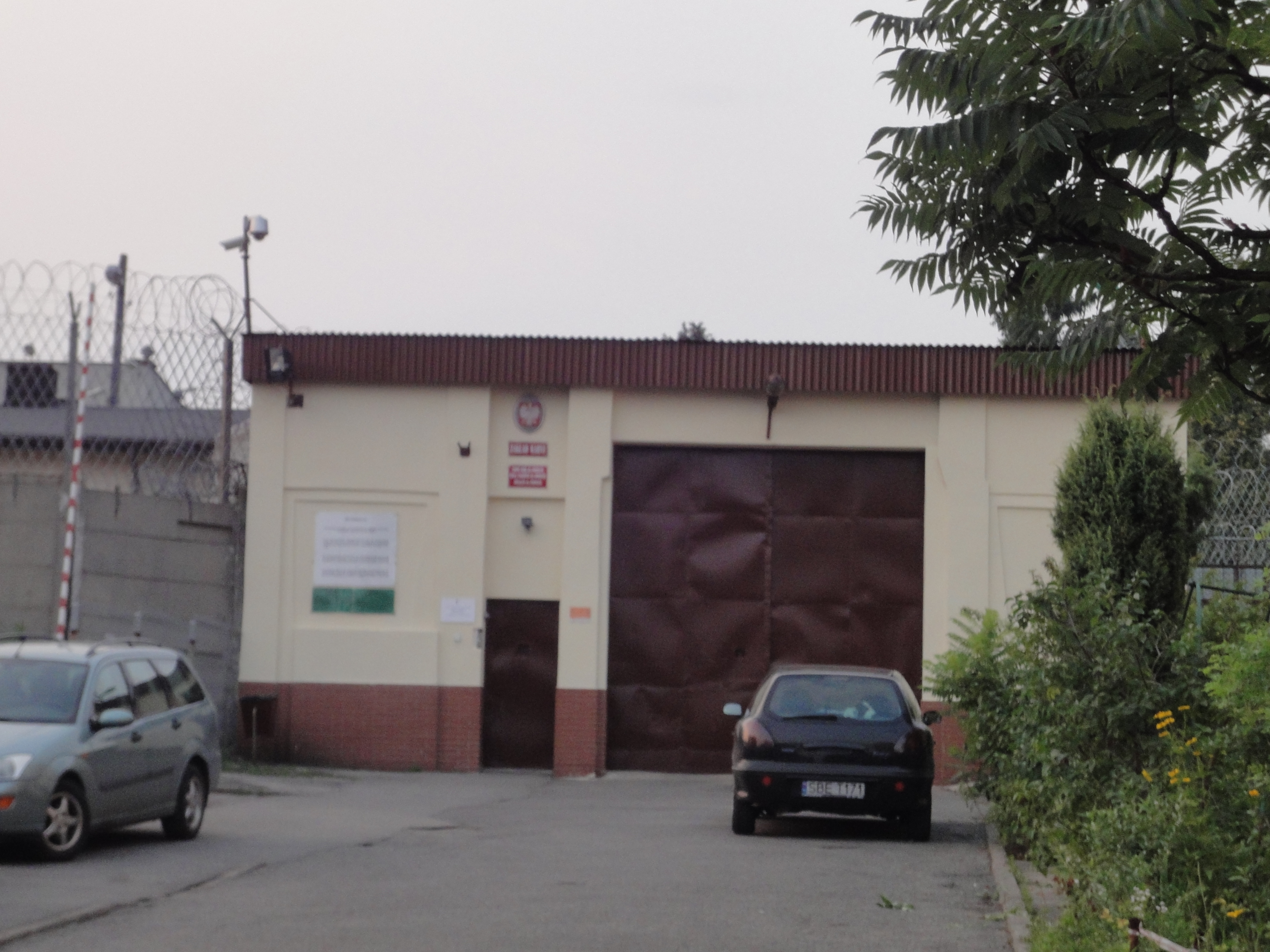
Brama główna zakładu (2012)

Budynki jednostki wzniesiono podczas okupacji niemieckiej i przeznaczono dla jeńców wojennych aliantów, a zwłaszcza lotników angielskich.
Po zakończeniu wojny działał tu obóz dla jeńców niemieckich. od 1953 roku funkcjonowała w budynkach obecnego zakładu karnego jednostka wojskowa – 26 Batalion Zastępczej Służby Wojskowej należący do tzw. Wojskowego Korpusu Górniczego.
W 1959 roku zakład przejmuje Ministerstwo Sprawiedliwości i wtedy powstaje tu zakład karny.
Funkcjonuje jako Ośrodek Pracy Więźniów z przeznaczeniem dla skazanych młodocianych oraz skazanych dorosłych, osadzonych do kształtowania tzw. środowiska wychowawczego.
Więźniowie byli zatrudniani w przedsiębiorstwach na terenie województwa katowickiego (budowlanych lub związanych z przemysłem węglowym).
W 1977 roku powstały dwa nowe pawilony przeznaczone dla sprawców przestępstw nieumyślnych.
Od 1990 roku w zakładzie przebywają pierwszy raz karani – zarówno młodociani, jak i dorośli.
Od 1996 roku jednostka jest typem zakładu półotwartego z oddziałem otwartym dla skazanych pierwszy raz karanych.
Przy zakładzie funkcjonuje Zespół Szkół dla Dorosłych, gdzie działa gimnazjum i zasadnicza szkoła zawodowa (ślusarz, malarz-tapeciarz, elektromechanik). W szkole jest klasopracownia komputerowa z dostępem do Internetu oraz 3 pracownie warsztatowe. Uczęszcza do niej ok. 90 osadzonych. Organizowane są również kursy przygotowujące do zawodu posadzkarza i dekarza.
Do 2007 roku w jednostce organizowana była impreza muzyczna „Blus zza krat”.
W październiku 2016 r. oddano do użytku oddział zewnętrzny w Ciągowicach. Oddział powstał na terenie dawnej jednostki wojskowej w Ciągowicach (gmina Łazy), ale teren administracyjnie należy do gminy Poręba. Jednostka zajmuje teren 2,8 ha. Obecnie w jej skład wchodzą dwa budynki penitencjarne o pojemności 275 miejsc oraz budynek administracyjny.

## Naczelnicy/Dyrektorzy
- Stefan Wypchał (1959−1962)
- Benedykt Chochół (1962−1964)
- Henryk Zieliński (1964−1970)
- Piotr Konar (1970−1974)
- Marian Krzyżak (1974−1980)
- Ryszard Kurnik (1980−1990)
- Anatol Szydłowski (1990−2000)
- Krzysztof Machowicz (2000−2008)
- Zdzisław Pokorski (2008−2015)
- Maciej Błaszczyszyn (2015-2017)
- Paweł Golanka (2017-2020)
- Krzysztof Jachim (2020-2022)
- Jarosław Wrona (2022-2024)
- Michał Ludwikowski (od 2024)